# 欧亚蔊菜
欧亚蔊菜（学名：Rorippa sylvestris），为十字花科蔊菜属下的一个植物种。